# Anarquismo en los Países Bajos
El anarquismo en los Países Bajos comenzó a esbozarse cuando, durante la Primera Internacional, la Federación Holandesa apoyó a Mijaíl Bakunin en su enfrentamiento con Karl Marx. Junto a los internacionalistas belgas liderados por César de Paepe se opusieron al centralismo del Consejo General, y se afiliaron a la Internacional de Saint-Imier.

## Inicios
Fue recién a partir de 1880 que el anarquismo se consolidó como tendencia política e ideológica. La influencia del antiguo predicador luterano y socialista Ferdinand Domela Nieuwenhuis (1846-1919) fue determinante en este sentido. Nieuwenhuis había sido un socialista antiautoritario que en 1888 había sido elegido parlamentario por la Liga Socialista durante tres años. Al terminar su mandato habían cambiado tanto sus ideas que se convirtió en un decidió antiparlamentario, y se identificó con el ideario anarquista: propugnó así la acción directa en el movimiento obrero y la huelga general como medio de liberación y lucha contra la opresión económica y política, y contra la guerra. En el Congreso Socialista de Zúrich de 1891 se enfrentó con Wilhelm Liebknecht debido a su furibundo antibelicismo, y en el Congreso de Londres de 1896 encabezó la retirada de la representación holandesa en protesta por la expulsión de los anarquistas. Durante el Congreso de Groningen de 1893 la Liga Socialista, que había ido abrazando posiciones anarquistas, se escindió del socialismo parlametarista marxista, que pasó a conformar el Partido Socialdemócrata de los Trabajadores (SDAP) en agosto de 1894.

## Conformación del movimiento
La Liga se convirtió al anarquismo y se enfocó en la organización obrera. En 1893 se fundó una federación de sindicatos: el Secretariado Nacional del Trabajo (Nationaal Arbeids-Secretariaat, NAS). Esta organización fue influenciada por las ideas de Christian Cornelissen (1864-1942), uno de los más importantes teóricos del anarcosindicalismo. Las ideas de Cornelissen se enmarcaban dentro de la experiencia del anarcosindicalismo francés de Émile Pouget y Georges Yvetot. El National Arbeids Sekretariat tuvo unos 20 000 asociados y era la organización sindical más activa e influyente de su tiempo. En 1903 impulsó una huelga general que paralizó el país, y que fue derrotada debido a la represión gubernamental: arrestó arrestó a toda la dirigencia gremial y utilizó como esquiroles a la tropa del ejército. En 1910 apenas alcanzaba los 3000 miembros.
La Primera Guerra Mundial generó una profunda división dentro de las filas anarquistas, ya que mientras Nieuwenhuis, Albert de Jong y Bart de Ligt continuaron su campaña antibélica, Cornelissen se sumó a Piotr Kropotkin en su Manifiesto de los Dieciséis, que apoyaba al bando Aliado en la guerra. Terminada la guerra, el NAS tuvo un período de crecimiento y llegó a alcanzar de nuevo los 20 000 miembros; no obstante, ya había perdido la preponderancia en el movimiento obrero, pues se encontraba en posición minoritaria frente a otros sindicatos. Al afiliarse a la Asociación Internacional de los Trabajadores (refundada a finales de 1922 y principios de 1923) sumaba 23 000 asociados en 1922.
Pero la influencia creciente de los comunistas en la organización luego de la Revolución rusa generó una escisión en junio de 1923 que conformó la Federación Sindicalista Neerlandesa (Nederlandisch Syndikalistisch Vakverbond, NSV). Esta organización nunca llegó a tener el peso que el Secretariado Nacional del Trabajo había tenido en su mejor momento, y el anarquismo pasó a tener un lugar secundario en el movimiento obrero neerlandés.